# Jared Moskowitz
Jared Evan Moskowitz (Coral Springs, 18 dicembre 1980) è un politico statunitense, membro della Camera dei Rappresentanti per lo stato della Florida dal 2023.

## Biografia
Nato in una famiglia ebrea di Coral Springs, Moskowitz studiò scienze politiche presso l'Università George Washington e successivamente conseguì la laurea in giurisprudenza. Svolse uno stage presso l'ufficio dell'allora Vicepresidente Al Gore, lavorò per la campagna elettorale di Joe Lieberman in occasione delle presidenziali del 2004 e fu uno degli elettori di Barack Obama alla convention del Partito Democratico per le presidenziali del 2008. Mentre era ancora uno studente universitario, venne eletto commissario cittadino e vicesindaco a Parkland; durante il suo mandato, si impegnò nella causa ecologista fornendo sussidi alle famiglie che acquistavano servizi igienici e doccia a basso flusso, condizionatori d'aria ad alta efficienza energetica e auto ibride.
Nel 2012 si candidò alla Camera dei rappresentanti della Florida, la camera bassa della legislatura statale, ottenendo l'appoggio pubblico del South Florida Sun-Sentinel. Vinse le elezioni con il 69% dei voti. Fu riconfermato per altri due mandati nel 2014 e nel 2016. In seguito al massacro alla Marjory Stoneman Douglas High School, fu tra i politici che promossero un disegno di legge che per la prima volta aumentò a 21 anni l'età minima per acquistare armi da fuoco, aumentò le misure di sicurezza per le scuole pubbliche finanziando programmi centralizzati di sorveglianza della sicurezza scolastica e ampliò i servizi di salute mentale per gli studenti.
Nel 2019 il governatore della Florida, il repubblicano Ron DeSantis scelse Moskowitz come direttore della Divisione per la gestione delle emergenze della Florida, in una nomina che travalicò i confini partitici. Si occupò inizialmente della gestione delle conseguenze dell'uragano Michael. Nell'aprile del 2020 si scagliò pubblicamente contro l'azienda 3M, produttrice di mascherine N95, rea a suo dire di aver dirottato su Paesi esteri forniture di mascherine originariamente destinate alla Florida, poiché tali nazioni pagavano prezzi più alti. Moskowitz gestì la Divisione anche durante la distribuzione dei vaccini contro il COVID-19, collaborando con organizzazioni comunitarie, chiese e case di riposo affinché venisse effettuata la vaccinazione alle fasce più fragili della popolazione. Per la sua gestione della pandemia, Jared Moskowitz venne chiamato "Master of Disaster". Lasciò l'incarico nella primavera del 2021, volendo trascorrere più tempo con la famiglia; suo padre morì per un tumore del pancreas nel gennaio dell'anno successivo. Nell'agosto del 2021 fu assunto come consulente per la pandemia dal sindaco della contea di Miami-Dade Daniella Levine Cava. Nel novembre 2021 DeSantis lo scelse per la seconda volta, nominandolo come commissario della contea di Broward.
Nel 2022, quando il deputato Ted Deutch annunciò la propria intenzione di lasciare la Camera dei Rappresentanti, Moskowitz si candidò per il suo seggio. Venne sostenuto pubblicamente da noti esponenti del Partito Democratico, tra cui Hillary Clinton e, dopo aver vinto con ampio margine le primarie, si aggiudicò anche le elezioni generali divenendo deputato.